# Neurhermes fangchengensis
Neurhermes fangchengensis là một loài côn trùng trong họ Corydalidae thuộc bộ Megaloptera. Loài này được D. Yang et al. miêu tả năm 2004.